# 德米特里·杰姆什金
德米特里·尼古拉耶维奇·杰姆什金（俄語：Дмитрий Николаевич Дёмушкин，1979年5月7日—），俄罗斯政治人物、民族主义公众人物，曾创建俄罗斯民族主义组织俄罗斯人，担任被禁的新纳粹组织斯拉夫联盟主席，曾因极端主义入狱。杰姆什金认为俄罗斯的精英群体普遍将中国视为俄罗斯的威胁。